# Addison-Wesley
Addison-Wesley é uma editora de livros da Pearson PLC, mais conhecida por seus livros sobre computação.

## História
Melbourne Wesley Cummings fundou a Addison-Wesley em 1942, e como primeiro livro publicado Mechanics, do professor Francis Weston Sears do MIT. O primeiro livro sobre computação publicado foi Programs for an Electronic Digital Computer, por Wilkes, Wheeler, e Gill. Em 1970, Addison-Wesley adquiriu a W.A. Benjamin Company, e foi fusionada com Benjamin Cummings em 1977. Ela foi comprada pela Pearson PLC em 1988. 

## Livros notáveis
- The Art of Computer Programming de Donald Knuth
- Concrete Mathematics: A Foundation For Computer Science de Ronald Graham, Donald Knuth, e Oren Patashnik
- Evolutionary Biology de Dr. Eli C. Minkoff
- Programming Ruby (Primeira edição) de Dave Thomas e Andrew Hunt
- Code Reading de Diomidis Spinellis
- The Pragmatic Programmer de Andrew Hunt e David Thomas
- The C++ Programming Language de Bjarne Stroustrup